# Erslev (Morsø Kommune)
 For alternative betydninger, se Erslev. (Se også artikler, som begynder med Erslev)
Erslev er en landsby på limfjordsøen Mors med 376 indbyggere  (2024), beliggende 22 kilometer syd for Thisted og otte kilometer nordvest for Nykøbing. Nabobyen Øster Jølby ligger to kilometer mod vest.
Byen ligger i Region Nordjylland og hører til Morsø Kommune. Erslev er beliggende i Erslev Sogn.